# 约翰·沃克 (田径运动员)
约翰·乔治·沃克爵士  CBE（1952年1月12日—），新西兰男子中跑运动员。他曾获得1976年夏季奥运会田径比赛男子1500米金牌。他也曾获得三枚英联邦运动会奖牌。

### 视频
- Video Interview of John Walker talking about his Olympic Win